# Stavkirke d'Urnes
La stavkirke d'Urnes (Urnes stavkirke ou  Urnes stavkyrkje en norvégien) est la plus ancienne des vingt-huit stavkirker subsistant en Norvège. Elle est située dans le comté de Sogn og Fjordane, sur le territoire de la kommune de Luster. Elle a été inscrite au patrimoine mondial de l’UNESCO en 1979.
Des échantillons de bois prélevés à la base de l’édifice indiquent que les arbres utilisés ont été abattus entre 1129 et 1131. Mais on sait que deux autres stavkirker avaient été bâties au même endroit auparavant, et que certains de leurs éléments ont été intégrés à l’édifice actuel, comme le portail, quelques planches extérieures et de très belles gravures décoratives appartenant au style d'Urnes (en). De fait, le bois qui constitue certaines parties de l'église a été abattu en 1069-1070.
La stavkirke d’Urnes est la propriété de la Société pour la préservation des monuments historiques de Norvège depuis 1881.

## Galerie de photographies

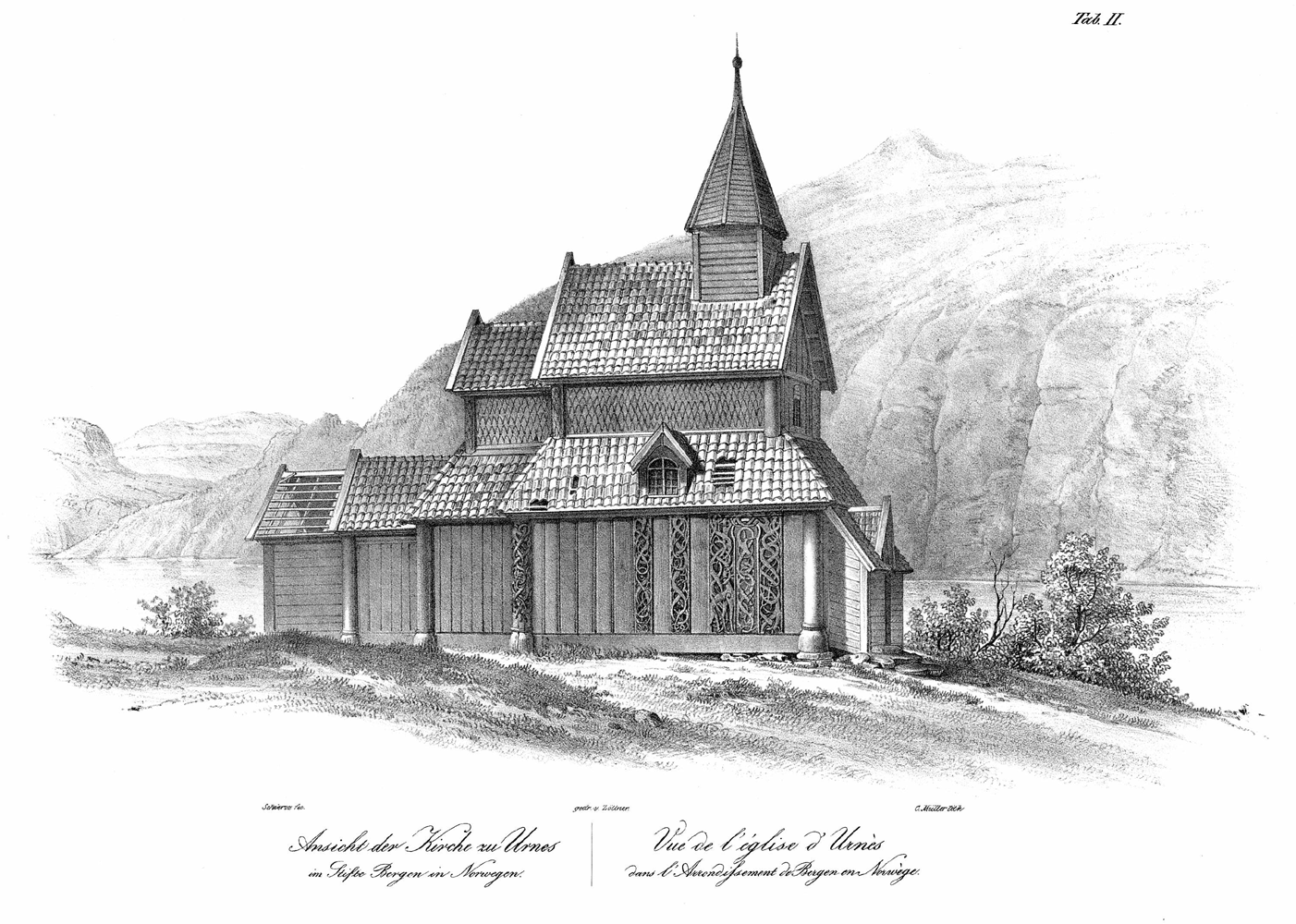
Dessin par Johan Christian Dahl
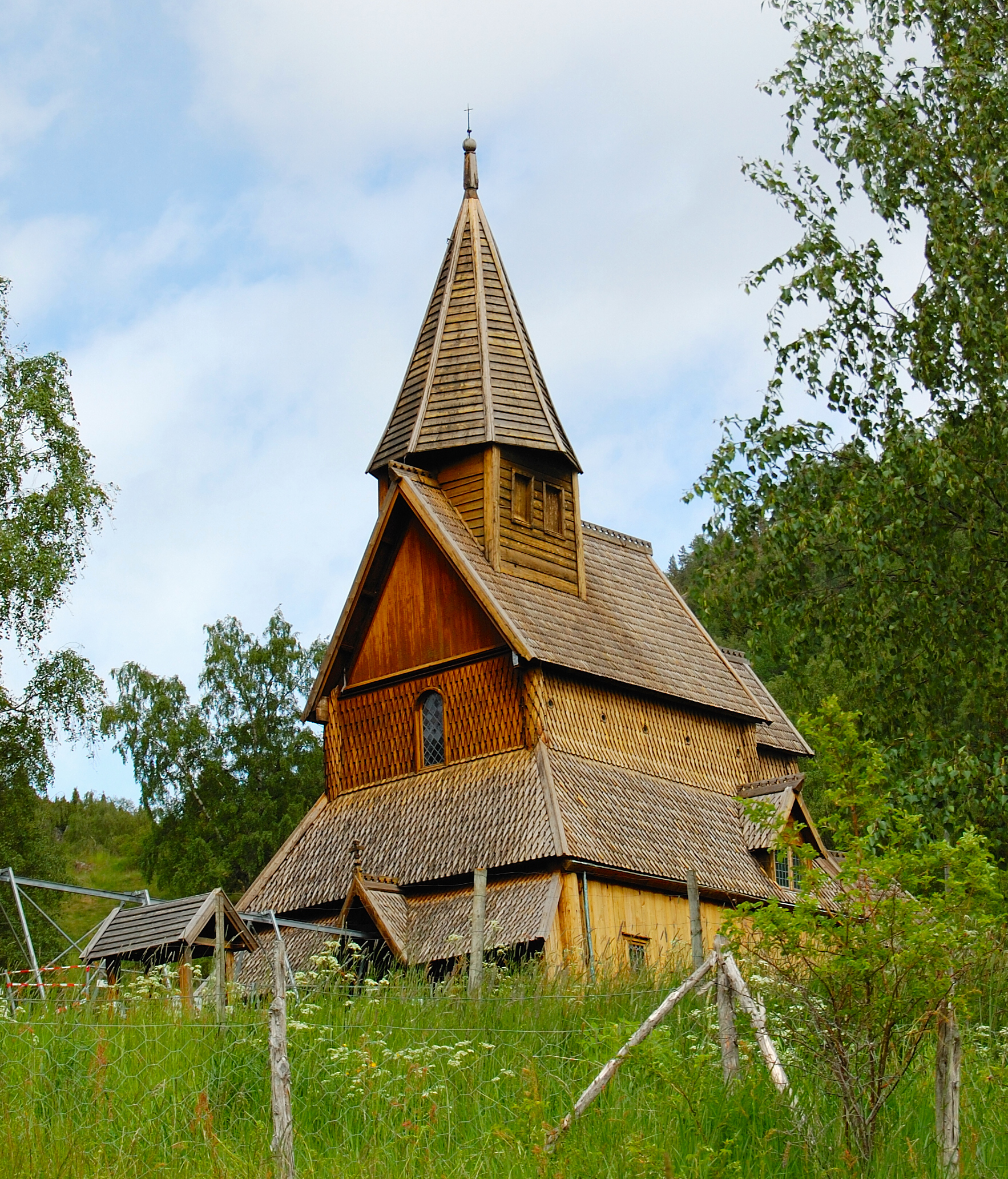
Stavkirke d'Urnes depuis le côté sud-ouest.
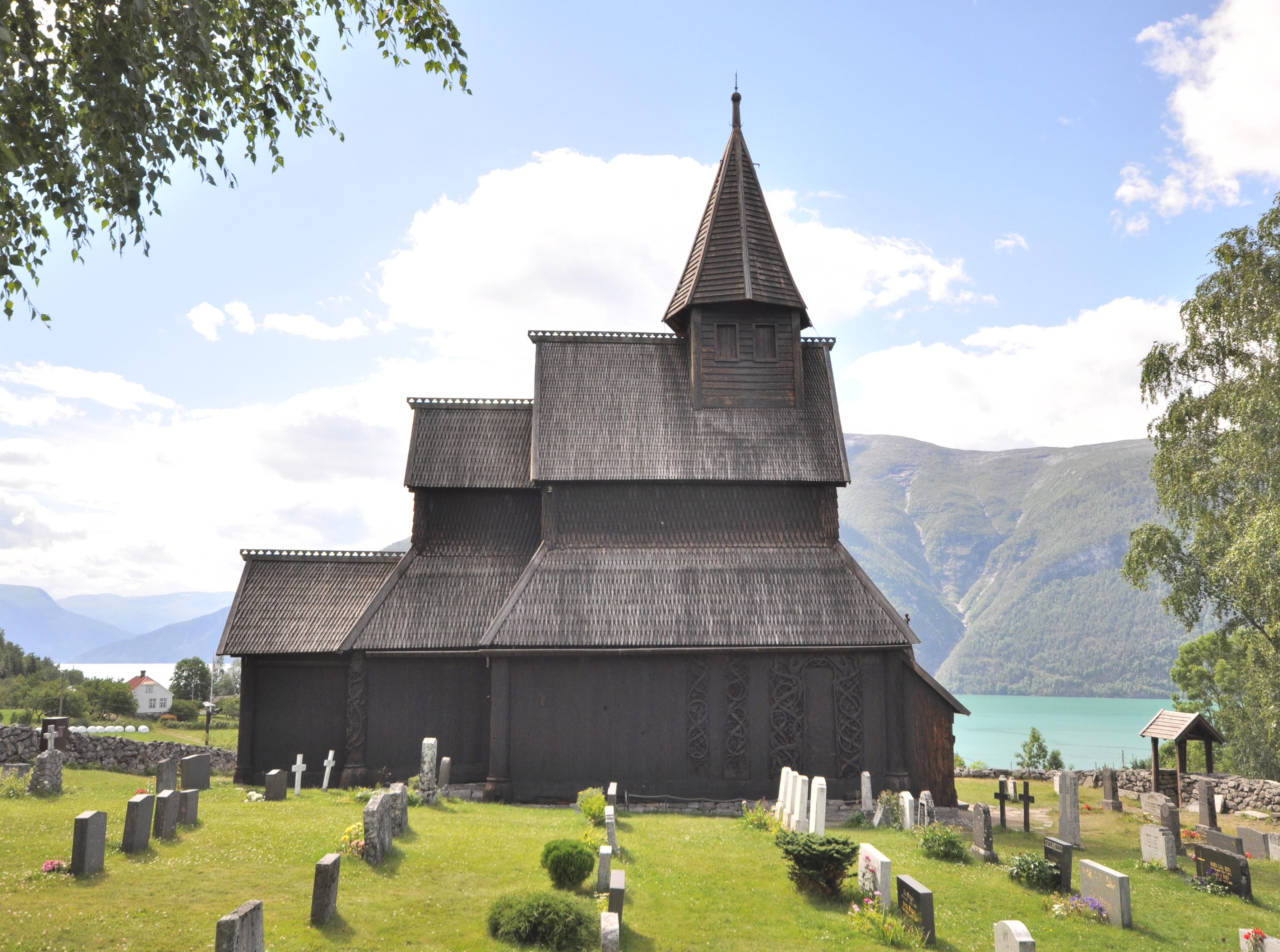
Stavkirke d'Urnes depuis le côté nord.
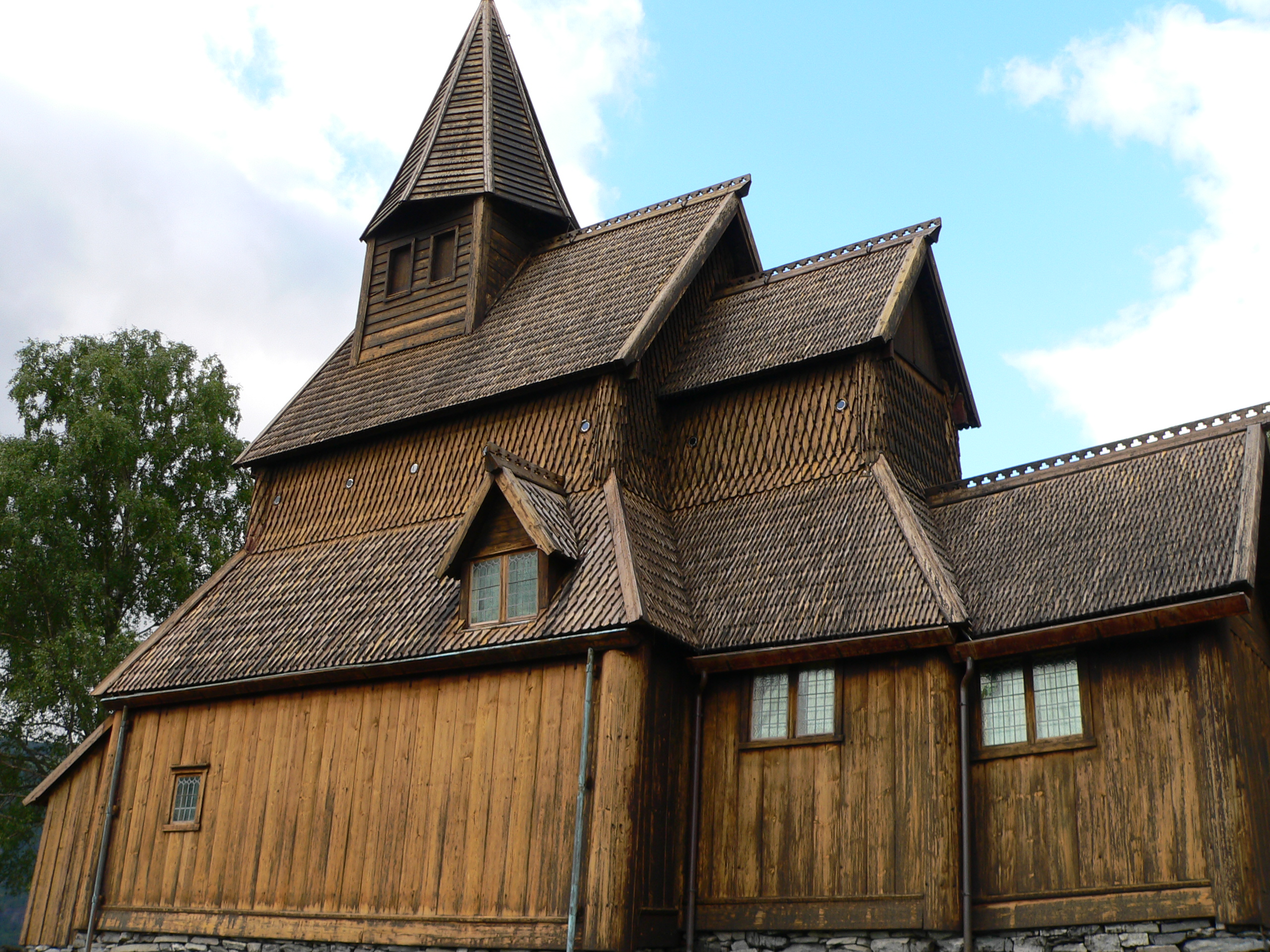
Stavkirke d'Urnes depuis le côté sud.
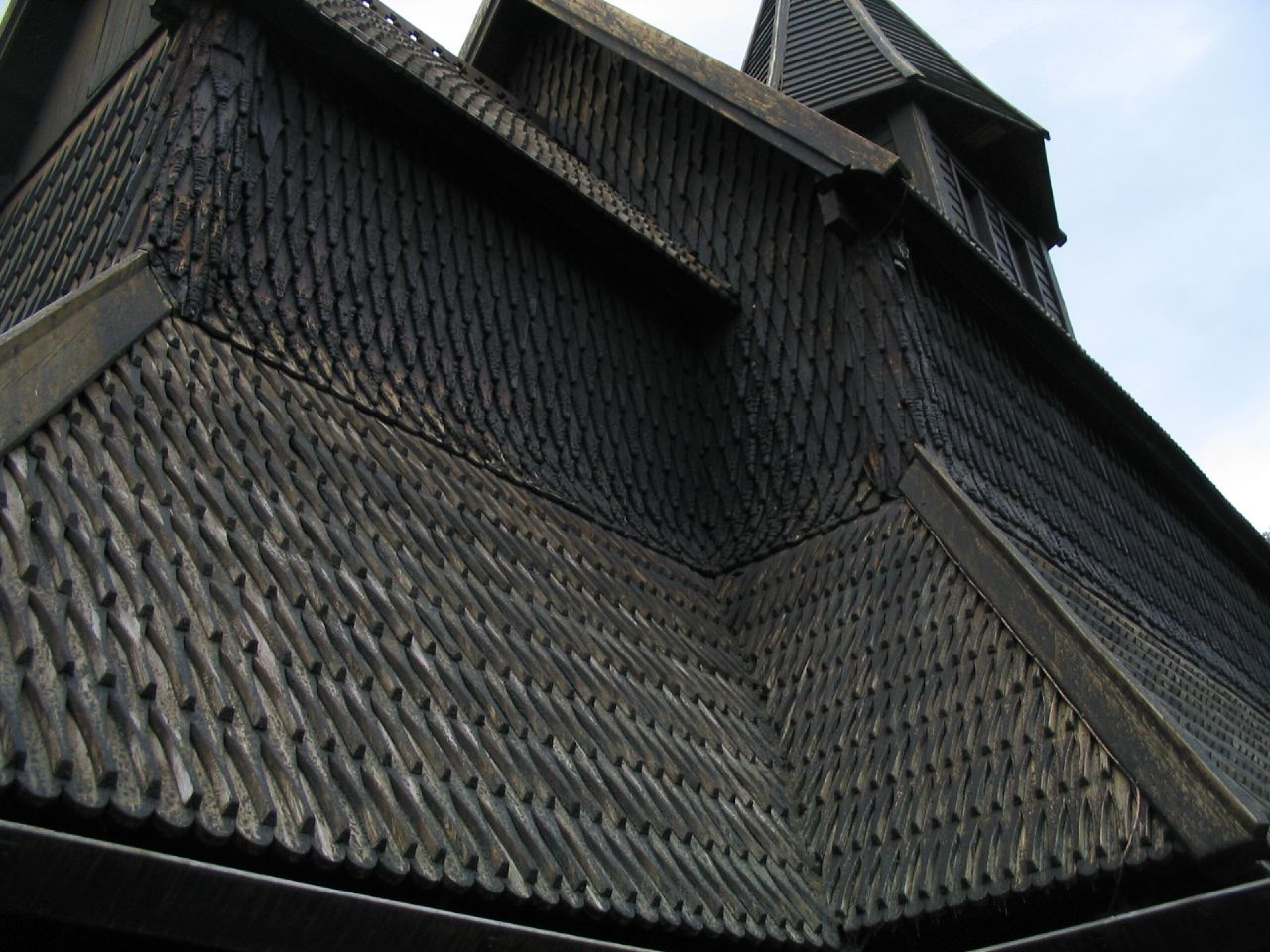
Toiture.
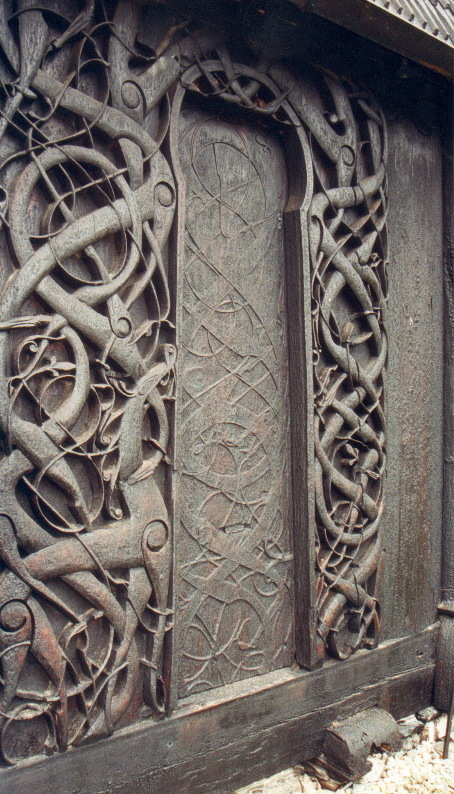
Le portail « style d’Urnes ».
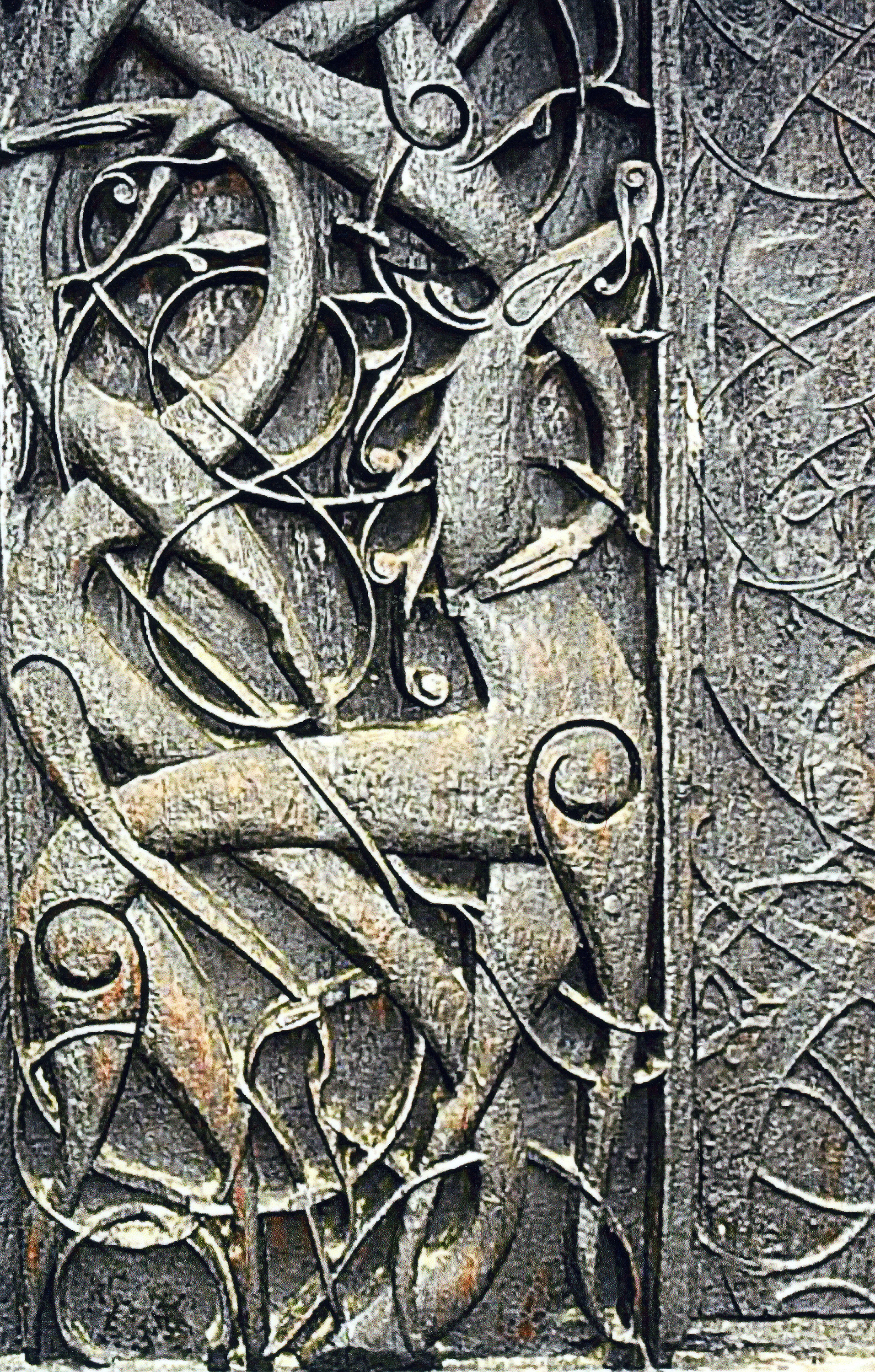
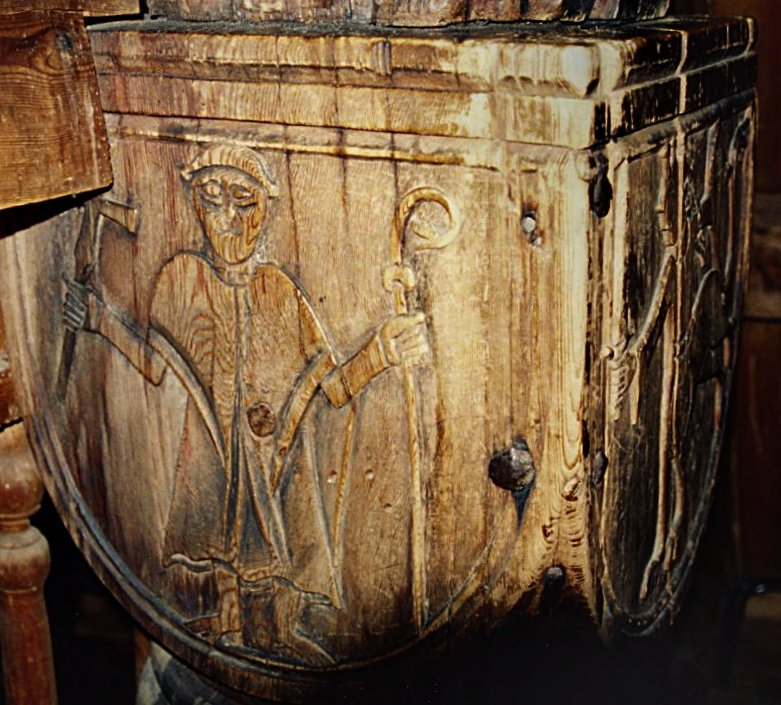
Chapiteau.
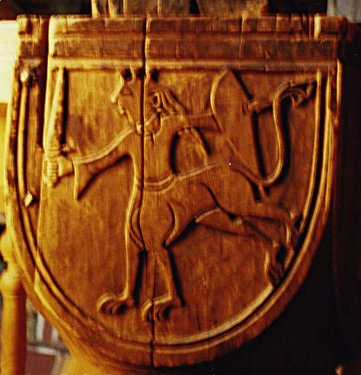
Chapiteau.
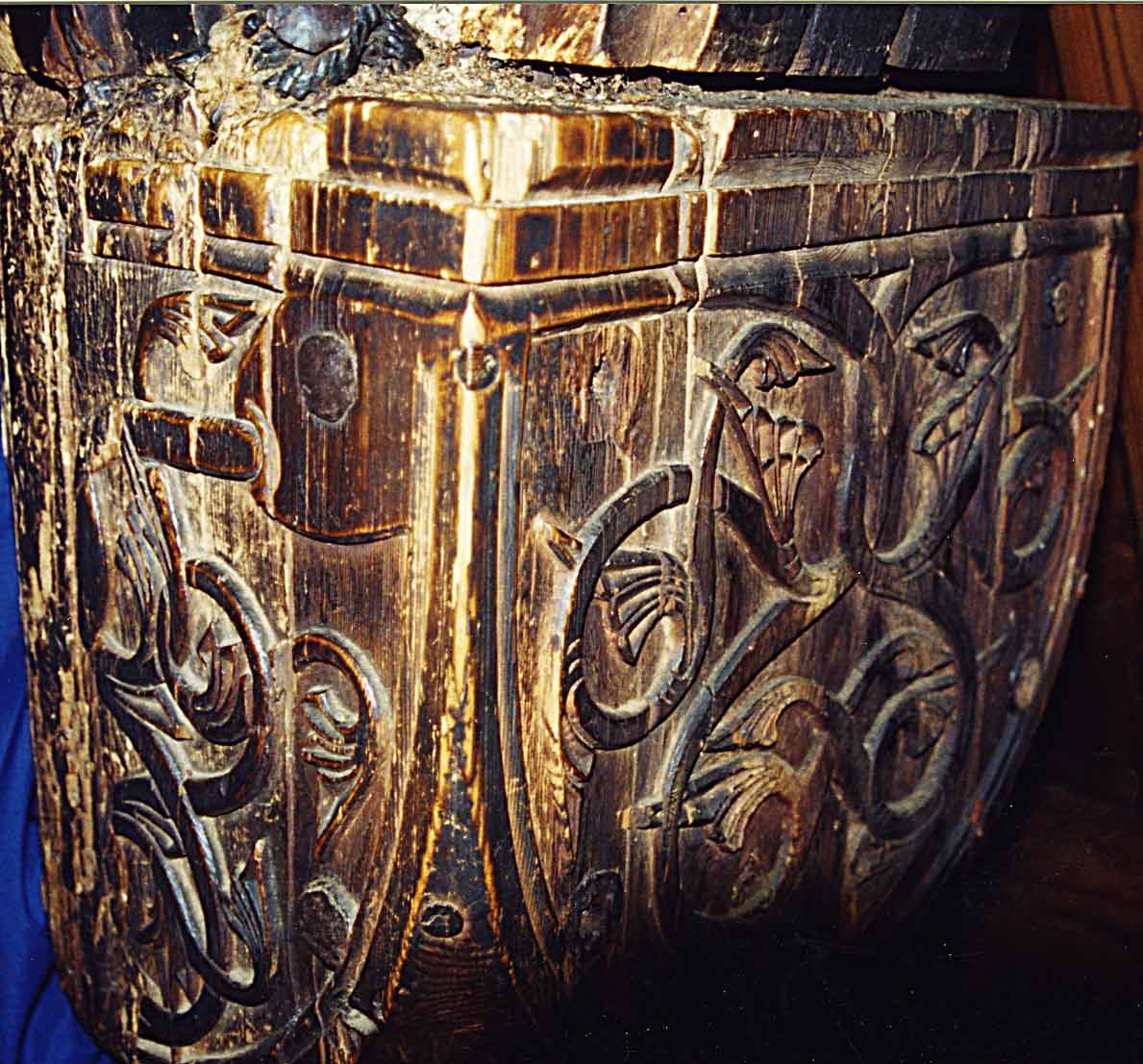
Chapiteau.
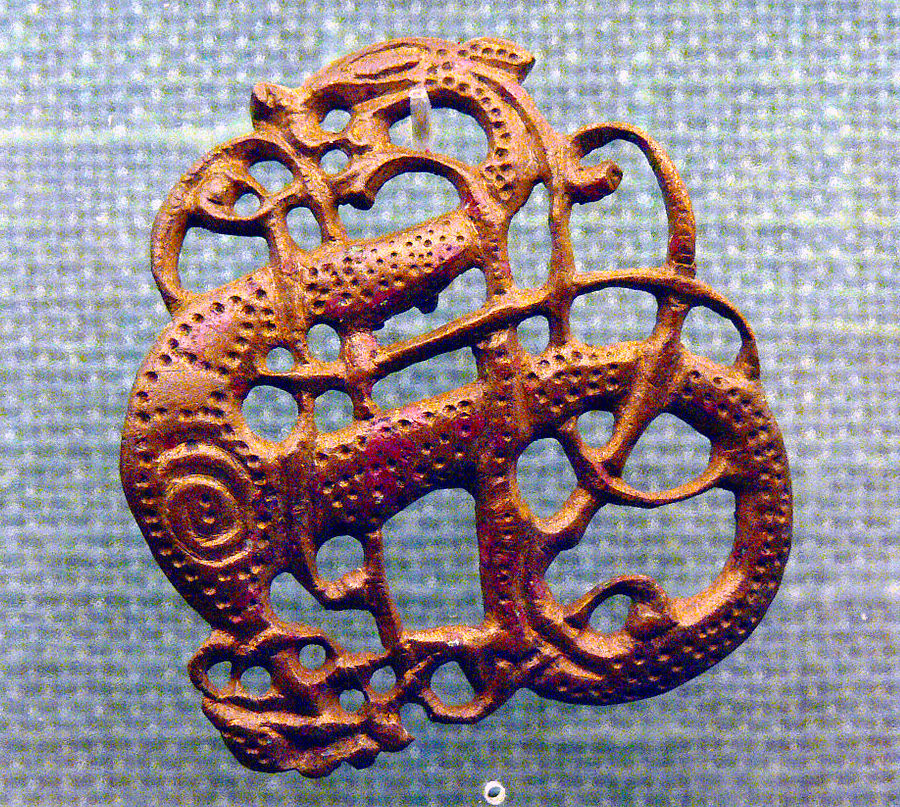
Fibule viking « style d’Urnes ». Musée national du Danemark, Copenhague.
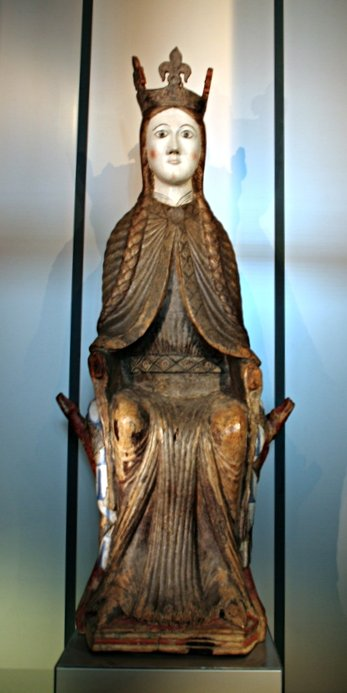
Madone d'Urnes. Musée de Bergen.